# Friedrich Hitzer
Friedrich Hitzer (* 9. Januar 1935 in Ulm; † 15. Januar 2007 in Wolfratshausen) war ein deutscher Slawist, Schriftsteller, Übersetzer, Gewerkschafter und Kommunist.

## Leben
Hitzer studierte Amerikanistik, Slawistik (Russistik), Germanistik und Osteuropäische Geschichte an der University of Oklahoma, an der Universität in München und an der Lomonossow-Universität in  Moskau.
Er übersetzte zahlreiche sowjetische Spielfilme (u. a. von Sergei Eisenstein), Briefe von Dostojewski, Bücher von Daniil Granin, Michail Schatrow und anderen russischen Schriftstellern ins Deutsche, seit 1987 auch die Romane von Tschingis Aitmatow. 2003 übersetzte er die Autobiografie von Alexander Jakowlew, einem Vordenker der Perestroika.
1965 bis 1987 war er Mitherausgeber und seit 1969 Chefredakteur der kulturpolitischen Zeitschrift kürbiskern. Ab 1969 war er Gründungs- und Vorstandsmitglied im Verband deutscher Schriftsteller in Bayern.
Hitzer setzte sich jahrzehntelang für den kulturellen Austausch zwischen der Sowjetunion bzw. Russland und Deutschland ein. 2006 ehrte ihn der russische Präsident Wladimir Putin dafür mit der Puschkin-Medaille.

## Werke (ohne Übersetzungen)
- Lebwohl Tatjana, Roman. Innaron-Verlag, Zürich 1995, ISBN 3-9520850-0-6.
- Anton Graf Arco. Das Attentat auf Kurt Eisner und die Schüsse im Landtag. Knesebeck und Schuler, München 1988, ISBN 3-926901-01-2.
- Der Mord im Hofbräuhaus. Unbekanntes und Vergessenes aus der Baierischen Räterepublik. Frankfurt/Main 1981, ISBN 3-87682-731-0.
- Zwischen Resignation und Hoffnung. Notizen zu Lage und Bewußtsein der Kulturschaffenden. In: Frank Deppe, Willi Gerns,  Heinz Jung (Hrsg.): Marxismus und Arbeiterbewegung. Josef Schleifstein zum 65. Geburtstag. Verlag Marxistische Blätter, Frankfurt am Main 1980. ISBN 3-88012-605-4, S. 231–240.